# Nguyễn Kim Sơn

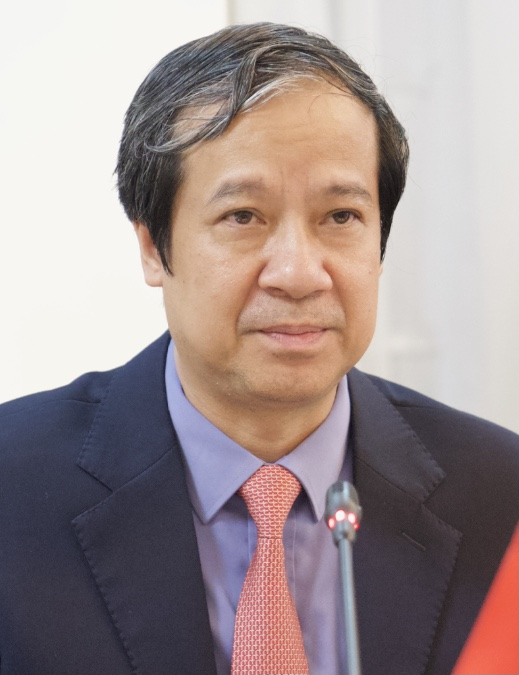
Nguyễn Kim Sơn (9. September 2022)

Nguyễn Kim Sơn (* 18. November 1966 in Tân Trào, Kiến Thụy, Hải Phòng) ist ein Hochschullehrer und Politiker der Kommunistischen Partei Vietnams KPV (Đảng Cộng sản Việt Nam) in der Sozialistischen Republik Vietnam, der seit 2021 Minister für Bildung und Ausbildung ist. Als Hochschullehrer befasste er sich insbesondere mit dem Konfuzianismus in Vietnam und veröffentlichte hierzu zahlreiche Fachbücher.

## Leben
Nguyễn Kim Sơn begann nach dem Schulbesuch im September 1985 ein Studium an der Fakultät für vietnamesische Sprache und Linguistik der Universität Hanoi, der heutigen Vietnamesischen Nationaluniversität Hanoi (VNU), welches er im Juni 1990 mit einem Bachelor mit dem Schwerpunkt Sinologie beendete. Im Anschluss absolvierte er zwischen Juli 1990 und März 1991 ein Sprachstudium zur Vorbereitung des Forschungsthemas und Abschluss von Verfahren zur Durchführung weiterführender Studien. Er war zwischen April 1991 und Dezember 1992 zunächst Lektor an der Fakultät für Literatur der VNU und begann dort ein postgraduales Studium der Literaturwissenschaft mit dem Schwerpunkt vietnamesische Literatur, wobei er im September 1991 auch Mitglied des Ständigen Ausschusses des Komitees der Kommunistischen Jugendunion „Hồ Chí Minh“ an der VNU wurde. Im Januar 1993 wechselte er als Lektor an die Fakultät für Literatur der zur VNU gehörenden Universität für Sozial- und Geisteswissenschaften und lehrte dort bis Mai 2007. Er setzte dort auch sein postgraduales Studium fort, welches er im April 1996 beendete. Er fungierte zwischen März 1999 und April 2006 als Sekretär der Kommunistischen Jugendunion an der Universität für Sozial- und Geisteswissenschaften und zugleich von März 1999 bis Dezember 2003 als Vize-Sekretär der Jugendunion an der VNU in Hanoi.
Zugleich war Nguyễn Kim Sơn zwischen April 2002 und April 2006 stellvertretender Direktor des Zentrums für chinesische Studien der Universität für Sozial- und Geisteswissenschaften sowie von April 2003 bis Mai 2007 Leiter des Amtes für akademische Angelegenheiten dieser Universität. Er war des Weiteren zwischen Mai 2006 und Mai 2007 Direktor sowie von November 2009 bis Dezember 2011 zugleich Prorektor des Zentrums für chinesische Studien. Zugleich fungierte er zwischen Juni 2010 und Januar 2012 als Sekretär des KPV-Parteikomitees der Universität für Sozial- und Geisteswissenschaften sowie zudem von August 2010 bis Dezember 2011 als Mitglied des Parteikomitees der VNU. Nachdem er zwischen Januar 2012 und Februar 2016 in Personalunion Vizesekretär des Parteikomitees und Vizepräsident der Vietnamesischen Nationaluniversität Hanoi war, war er von Februar 2016 bis September 2016 Ständiger  Vizesekretär des Parteikomitees der VNU. Er bekleidete ferner zwischen Februar und Juni 2016 das Amt als Ständiger Vizepräsident der VNU sowie im Anschluss von Juni 2016 bis Januar 2021 als Präsident der VNU Hanoi. Im Februar 2017 wurde er außerdem Direktor des „Trần Nhân Tông“-Instituts und bekleidete auch dieses Amt bis Januar 2021. Des Weiteren fungierte er zwischen Januar 2019 und Januar 2021 als Vorsitzender des Rates der VNU Hanoi.
Auf dem XIII. Nationalkongress (25. Januar bis 1. Februar 2021) wurde er zum Mitglied des ZK der KPV gewählt. Auf der 11. Sitzungsperiode der 14. Nationalversammlung wurde er als Nachfolger von Phùng Xuân Nhạ selbst zum Minister für Minister für Bildung und Ausbildung in das Kabinett von Premierminister Phạm Minh Chính berufen. Als Minister ist er für die allgemeinen, akademische Bildung und die Hochschulbildung (Ausbildung) in Vietnam verantwortlich, während die berufliche Bildung wird vom Ministerium für Arbeit, Invaliden und Soziales kontrolliert wird.

## Veröffentlichungen
- Một số vấn đề Nho giáo Việt Nam (Einige Themen des vietnamesischen Konfuzianismus), NXB Chính trị Quốc gia, 1998.
- Từ điển Tác giả, tác phẩm Văn học Việt Nam (Wörterbuch vietnamesischer Literaturautoren und Werke), NXB Đại học Sư Phạm, 2000.
- Tư liệu văn hiến Thăng Long – Hà Nội – Tuyển tập địa chí (Kulturdokumente von Thang Long – Hanoi – Sammlung geografischer Zeitschriften). NXB Hà Nội, 2010
- Nho tạng tinh hoa biên - Việt Nam bộ (Die Quintessenz viszeraler Trauben – Vietnam), NXB Đại học Bắc Kinh, Trung Quốc, 2013.
- Kinh điển Nho gia tại Việt Nam (Konfuzianische Klassiker in Vietnam). NXB Đại học Quốc gia Hà Nội, 2014
- Nguyên điển Nho học Việt Nam (Originalwörterbuch des vietnamesischen Konfuzianismus), NXB Đại học Quốc gia Đài Loan (2013–2015).
- Giáo trình tản văn triết học Tống - Minh: Văn bản và triết lý (Lehrbuch der Song- und Ming-Philosophie: Text und Philosophie). NXB Đại học Quốc gia Hà Nội, 2016
- Trần Nhân Tông – Thiền lạc và thi hứng (Tran Nhan Tong – Zen-Vergnügen und poetische Inspiration). NXB Đại học Quốc gia Hà Nội, 2017
- Nho học Đông Á truyền thống và hiện đại (Traditioneller und moderner ostasiatischer Konfuzianismus). NXB Đại học Quốc gia Hà Nội, 2017
- Nghiên cứu Nho giáo Việt Nam, quan điểm và phương hướng (Forschung zum vietnamesischen Konfuzianismus, Perspektiven und Richtungen). NXB Đại học Quốc gia Hà Nội, 2018
- Tộc ước gia quy Thăng Long – Hà Nội (Die Familienregeln des Clans Thang Long – Hanoi). NXB Hà Nội, 2018.